# Problème de Gettier
 (juillet 2024).
La mise en forme du texte ne suit pas les recommandations de Wikipédia : il faut le « wikifier ».
Les points d'amélioration suivants sont les cas les plus fréquents. Le détail des points à revoir est peut-être précisé sur la page de discussion.
- Les titres sont pré-formatés par le logiciel. Ils ne sont ni en capitales, ni en gras.
- Le texte ne doit pas être écrit en capitales (les noms de famille non plus), ni en gras, ni en italique, ni en « petit »…
- Le gras n'est utilisé que pour surligner le titre de l'article dans l'introduction, une seule fois.
- L'italique est rarement utilisé : mots en langue étrangère, titres d'œuvres, noms de bateaux, etc.
- Les citations ne sont pas en italique mais en corps de texte normal. Elles sont entourées par des guillemets français : « et ».
- Les listes à puces sont à éviter, des paragraphes rédigés étant largement préférés. Les tableaux sont à réserver à la présentation de données structurées (résultats, etc.).
- Les appels de note de bas de page (petits chiffres en exposant, introduits par l'outil «  Source ») sont à placer entre la fin de phrase et le point final[comme ça].
- Les liens internes (vers d'autres articles de Wikipédia) sont à choisir avec parcimonie. Créez des liens vers des articles approfondissant le sujet. Les termes génériques sans rapport avec le sujet sont à éviter, ainsi que les répétitions de liens vers un même terme.
- Les liens externes sont à placer uniquement dans une section « Liens externes », à la fin de l'article. Ces liens sont à choisir avec parcimonie suivant les règles définies. Si un lien sert de source à l'article, son insertion dans le texte est à faire par les notes de bas de page.
- La présentation des références doit suivre les conventions bibliographiques. Il est recommandé d'utiliser les modèles {{Ouvrage}}, {{Chapitre}}, {{Article}}, {{Lien web}} et/ou {{Bibliographie}}. Le mode d'édition visuel peut mettre en forme automatiquement les références.
- Insérer une infobox (cadre d'informations à droite) n'est pas obligatoire pour parachever la mise en page.

Pour une aide détaillée, merci de consulter Aide:Wikification.
Si vous pensez que ces points ont été résolus, vous pouvez retirer ce bandeau et améliorer la mise en forme d'un autre article.
Le problème de Gettier est un problème philosophique historique concernant la compréhension des connaissances. Attribués au philosophe américain Edmund Gettier, les exemples de type Gettier (appelés « cas Gettier ») remettent en question la conception de la connaissance fondée sur la croyance vraie justifiée qui soutient que la connaissance équivaut à une véritable croyance justifiée ; si les trois conditions (justification, vérité et croyance) sont remplies pour une affirmation donnée, alors on a connaissance de cette affirmation. Dans un article intitulé « Is Justified True Belief Knowledge?, Gettier montre que le récit justification/vérité/croyance est inadéquat car il ne rend pas compte de toutes les conditions nécessaires et suffisantes à la connaissance.
Les termes « problème Gettier » et « cas Gettier » sont parfois utilisés pour décrire un travail qui prétend répudier le récit de la connaissance comme croyance vraie justifiée (CVJ).
Les réponses à l'article de Gettier ont été nombreuses. Certains rejettent les exemples de Gettier comme une justification inadéquate, tandis que d'autres cherchent à ajuster la conception de la connaissance du CVJ et à émousser la force de ces contre-exemples. Les problèmes Gettier ont même trouvé leur place dans des expériences sociologiques dans lesquelles les chercheurs ont étudié les réponses intuitives aux cas Gettier de la part de personnes de différents groupes démographiques.
Le problème de Gettier a donné naissance à une tradition philosophique particulièrement vivace dans le monde anglo-saxon. Cette tradition épistémologique se concentre sur l'analyse et la clarification des conditions nécessaires et suffisantes pour la connaissance. Notamment par une série d'approches et de théories alternatives, telles que la théorie de la fiabilité, l'externalisme, et la révision des conditions de justification. Cette tradition se caractérise par une attention minutieuse aux contre-exemples et une volonté d'affiner les concepts pour répondre aux objections et aux paradoxes soulevés par des cas comme ceux de Gettier.

## Histoire
La question de savoir ce qui constitue la « connaissance » est aussi ancienne que la philosophie elle-même. Les premiers exemples se trouvent dans les dialogues de Platon, notamment Ménon (97a-98b) et Théétète.
Diverses théories de la philosophie anglo-saxonne après la formulation du problème, avait déjà été débattues par les épistémologues indo-tibétains avant et après Dharmottara,, En particulier, Gangeśa, au XIVe siècle, a avancé une théorie causale détaillée de la connaissance.
Dharmottara, dans son commentaire c. 770 AD sur la vérification de la connaissance de Dharmakīrti, donne les deux exemples suivants,, :
« A fire has just been lit to roast some meat. The fire hasn’t started sending up any smoke, but the smell of the meat has attracted a cloud of insects. From a distance, an observer sees the dark swarm above the horizon and mistakes it for smoke. "There’s a fire burning at that spot," the distant observer says. Does the observer know that there is a fire burning in the distance? »
« Un feu vient d'être allumé pour rôtir de la viande. Le feu n’a pas commencé à dégager de la fumée, mais l’odeur de la viande a attiré une nuée d’insectes. De loin, un observateur aperçoit l’essaim sombre au-dessus de l’horizon et le prend pour de la fumée. "Il y a un feu à cet endroit", dit l'observateur lointain. L'observateur « sait-il » qu'il y a un feu qui brûle au loin ? »
« A desert traveller is searching for water. He sees, in the valley ahead, a shimmering blue expanse. Unfortunately, it’s a mirage. But fortunately, when he reaches the spot where there appeared to be water, there actually is water, hidden under a rock. Did the traveller know, as he stood on the hilltop hallucinating, that there was water ahead? »
« Un voyageur du désert cherche de l'eau. Il aperçoit, dans la vallée devant lui, une étendue bleue scintillante. Malheureusement, c'est un mirage. Mais heureusement, lorsqu’il atteint l’endroit où il semblait y avoir de l’eau, il y a bel et bien de l’eau, cachée sous un rocher. Le voyageur « savait-il », alors qu'il se tenait au sommet de la colline, halluciné, qu'il y avait de l'eau devant lui ? »
Gettier lui-même n’a pas été le premier à soulever le problème qui porte son nom ; son existence a été reconnue à la fois par Alexius Meinong et Bertrand Russell, ce dernier ayant abordé le problème dans son livre Human knowledge: Its scope and limites.
Le cas de Russell, appelé cas d'horloge arrêtée, se présente comme suit : Alice voit une horloge qui indique deux heures et pense qu'il est deux heures. Il est effectivement deux heures. Mais il y a un problème : à l'insu d'Alice, l'horloge qu'elle regarde s'est arrêtée il y a douze heures. Alice a donc une croyance accidentellement vraie et justifiée. Russell apporte sa propre réponse au problème. La formulation du problème par Edmund Gettier est importante car elle coïncide avec l'essor du naturalisme philosophique promu par WVO Quine et d'autres, et a été utilisée pour justifier une évolution vers des théories externalistes de la justification. John L. Pollock et Joseph Cruz ont déclaré que le problème de Gettier a « fondamentalement modifié le caractère de l'épistémologie contemporaine » et est devenu « un problème central de l'épistémologie car il pose un obstacle évident à l'analyse des connaissances »:13–14.
Alvin Plantinga rejette l'analyse historique :
« According to the inherited lore of the epistemological tribe, the JTB [justified true belief] account enjoyed the status of epistemological orthodoxy until 1963, when it was shattered by Edmund Gettier... Of course, there is an interesting historical irony here: it isn't easy to find many really explicit statements of a JTB analysis of knowledge prior to Gettier. It is almost as if a distinguished critic created a tradition in the very act of destroying it. »
« Selon la tradition héritée de la tribu épistémologique, le récit JTB [croyance vraie justifiée] a joui du statut d'orthodoxie épistémologique jusqu'en 1963, date à laquelle il a été brisé par Edmund Gettier... Bien sûr, il y a ici une ironie historique intéressante : ce n'est pas le cas. Il n'est pas facile de trouver de nombreuses déclarations vraiment explicites d'une analyse JTB des connaissances antérieure à Gettier. C'est presque comme si un critique éminent créait une tradition en train de la détruire. »
Malgré cela, Plantinga admet que certains philosophes avant Gettier ont avancé une version CVJ de la connaissance, en particulier CI Lewis et AJ Ayer:7.

## Décomposition du problème

### La connaissance comme vraie croyance justifiée (CVJ)
L'explication CVJ de la connaissance est l'affirmation selon laquelle la connaissance peut être analysée conceptuellement comme une véritable croyance justifiée, ce qui signifie que le sens de phrases telles que « Smith sait qu'il a plu aujourd'hui » peut être donné avec l'ensemble de conditions suivant, qui sont nécessaires et suffisantes pour connaissances à acquérir :
Un sujet S sait qu'une proposition P est vraie si et seulement si :
1. P est vrai ;
2. S croit que P  est vrai ;
3. S est justifiée en croyant que P est vrai.

Le récit du CVJ a été attribué pour la première fois à Platon, bien que Platon ait argumenté contre ce récit même de la connaissance dans le Théétète (210a). C'est ce récit de connaissance que Gettier a soumis à la critique.

### Les deux contre-exemples originaux de Gettier
L’article de Gettier a utilisé des contre-exemples pour affirmer qu’il existe des cas de croyances qui sont à la fois vraies et justifiées – satisfaisant donc aux trois conditions de connaissance sur le compte CVJ – mais qui ne semblent pas être de véritables cas de connaissance. Par conséquent, a soutenu Gettier, ses contre-exemples montrent que la vision CVJ de la connaissance est fausse, et donc qu'une analyse conceptuelle différente est nécessaire pour suivre correctement ce que nous entendons par « connaissance ».
Le cas de Gettier repose sur deux contre-exemples à l'analyse de CVJ, tous deux impliquant un personnage fictif nommé Smith. Chacun repose sur deux affirmations. Premièrement, cette justification est préservée par l'implication, et deuxièmement, cela s'applique de manière cohérente à la « croyance » putative de Smith. Autrement dit, si Smith est justifié de croire P et que Smith se rend compte que la vérité de P implique la vérité de Q, alors Smith serait également justifié de croire Q. Gettier appelle ces contre-exemples « Cas I » et « Cas II » :

#### Cas I
Supposons que Smith et Jones aient postulé pour un certain emploi. Et supposons que Smith ait de solides preuves de la proposition conjonctive suivante : (d) Jones est l'homme qui obtiendra le poste, et Jones a dix pièces dans sa poche.
La preuve de Smith pour (d) pourrait être que le président de la société lui a assuré que Jones serait, à la fin, sélectionné et que lui, Smith, avait compté les pièces dans la poche de Jones dix minutes auparavant. La proposition (d) implique : (e) L'homme qui obtiendra le poste a dix pièces dans sa poche.
Supposons que Smith voit l'implication de (d) à (e) et accepte (e) sur la base de (d), pour laquelle il a de solides preuves. Dans ce cas, Smith est clairement justifié de croire que (e) est vraie.
Mais imaginons, en outre, que Smith ignore que c'est lui-même, et non Jones, qui obtiendra le poste. Et, également, à l'insu de Smith, il a lui-même dix pièces dans sa poche. La proposition (e) est vraie, bien que la proposition (d), à partir de laquelle Smith a déduit (e), soit fausse. Dans notre exemple, toutes les propositions suivantes sont donc vraies : (i) (e) est vraie, (ii) Smith croit que (e) est vraie, et (iii) Smith est justifié de croire que (e) est vraie. Mais il est également clair que Smith ne « sait » pas que (e) est vraie ; car (e) est vraie en vertu du nombre de pièces dans la poche de Smith, alors que Smith ne sait pas combien de pièces il y a dans sa poche, et fonde sa croyance en (e) sur un décompte des pièces dans la poche de Jones, qu'il croit à tort être l'homme qui obtiendra le poste.

#### Cas II
Smith, selon l'interlocuteur caché, a une croyance justifiée selon laquelle « Jones possède une Ford ». Smith conclut donc (à juste titre) (par la règle de disjonction introduction) que « Jones possède une Ford, ou Brown est à Barcelone », même si Smith n'a aucune information sur l'endroit où se trouve Brown.
En fait, Jones ne possède pas de Ford, mais par pure coïncidence, Brown est vraiment à Barcelone. Encore une fois, Smith avait une croyance qui était vraie et justifiée, mais pas une connaissance.

### Fausses prémisses et problèmes généralisés à la Gettier
Dans les deux exemples réels de Gettier (voir aussi le conditionnel contrefactuel), la vraie croyance justifiée est née, si les prétendues affirmations de Smith sont contestables, du résultat de l'implication (mais voir aussi du conditionnel matériel ) de fausses croyances justifiées selon lesquelles "Jones obtiendra le poste". " (dans le cas I), et que "Jones possède une Ford" (dans le cas II). Cela a conduit certaines des premières réponses de Gettier à conclure que la définition de la connaissance pouvait être facilement ajustée, de sorte que la connaissance soit une véritable croyance justifiée qui ne dépend pas de fausses prémisses. La question intéressante qui se pose est alors de savoir comment savoir quelles prémisses sont en réalité fausses ou vraies lorsqu'on tire une conclusion, car comme dans les cas Gettier, on voit qu'il peut être très raisonnable de croire et que les prémisses sont probablement vraies, mais inconnues du lecteur. croyant qu'il existe des facteurs de confusion et des informations supplémentaires qui peuvent avoir été manquées lors de la conclusion de quelque chose. La question qui se pose est donc de savoir dans quelle mesure il faudrait être capable de tenter de « prouver » toutes les prémisses de l’argumentation avant de solidifier une conclusion.

#### Le problème généralisé
Dans un scénario de 1966 intitulé Le mouton dans le champ, Roderick Chisholm nous demande d'imaginer que quelqu'un, X, se tient à l'extérieur d'un champ et regarde quelque chose qui ressemble à un mouton (même s'il s'agit en fait d'un chien déguisé en mouton). X croit qu’il y a un mouton dans le champ, et en fait, X a raison car il y a un mouton derrière la colline au milieu du champ. Par conséquent, X a une vraie croyance justifiée selon laquelle il y a un mouton dans le champ.
Un autre scénario de Brian Skyrms est Le Pyromane, dans lequel une allumette allumée ne s'allume pas pour les raisons que le pyromane imagine mais à cause d'un « rayonnement Q » inconnu.
Une perspective différente sur la question est donnée par Alvin Goldman dans le scénario des « fausses granges » (en attribuant l'exemple à Carl Ginet ). Dans celle-ci, un homme conduit dans la campagne et voit ce qui ressemble exactement à une grange. En conséquence, il pense voir une grange. En fait, c'est ce qu'il fait. Mais ce qu'il ne sait pas, c'est que le quartier est généralement constitué de nombreuses fausses granges – des façades de granges conçues pour ressembler exactement à de vraies granges vues de la route. Puisque s'il avait regardé l'un d'eux, il n'aurait pas pu faire la différence, sa « connaissance » qu'il regardait une grange semblerait mal fondée.

#### Objections à l'approche «pas de fausses prémisses»
La solution « pas de fausses prémisses » (ou « pas de faux lemmes »), qui a été proposée au début de la discussion, a été critiquée, alors que des problèmes plus généraux de style Gettier ont ensuite été construits ou inventés dans lesquels la vraie croyance justifiée est censée être ne semble pas être le résultat d’un enchaînement de raisonnements issus d’une fausse croyance justifiée. Par exemple :
Après être convenu d'un rendez-vous avec Mark pour l'aider à faire ses devoirs, Luke arrive à l'heure et à l'endroit fixés. En entrant dans le bureau de Mark, Luke voit clairement celui-ci à son bureau ; Luke est immédiatement convaincu que Mark est dans la pièce et qu'il peut l'aider avec ses devoirs de logique. Luke est justifié dans sa conviction ; il voit clairement Mark à son bureau. En fait, ce n'est pas Mark que Luke a vu, mais plutôt un hologramme, parfait à tous égards, à l'apparence de Mark en train de corriger consciencieusement des copies à son bureau. Néanmoins, Mark est dans la pièce ; il est accroupi sous son bureau en train de lire Frege. La conviction de Luke que Mark est dans la pièce est vraie (il est dans la pièce, sous son bureau) et justifiée (l'hologramme de Mark donne l'impression que Mark est en train de travailler dur).
On fait valoir qu'il semble que Luc ne « sait » pas que Mark est dans la pièce, même s'il est affirmé qu'il a une véritable croyance justifiée que Mark est dans la pièce, mais il n'est pas aussi clair que la croyance perceptuelle que « Marc est dans la pièce » a été déduite de n'importe quelle prémisse, sans parler de fausses, et n'a pas non plus conduit à des conclusions significatives en soi ; Luke ne semblait pas raisonner sur quoi que ce soit ; « Mark est dans la pièce » semble avoir fait partie de ce qu'il semblait voir.

## Construire des problèmes Gettier
L'idée principale derrière les exemples de Gettier est que la justification de la croyance est erronée ou incorrecte, mais que la croyance se révèle vraie par pur hasard. Linda Zagzebski montre que toute analyse de la connaissance en termes de croyance vraie et de tout autre élément de justification indépendant de la vérité sera soumise aux cas Gettier. Elle propose une formule pour générer des cas Gettier :
1. Commencer par un cas de fausse croyance justifiée ;
2. Modifier l'exemple, en rendant l'élément de justification suffisamment fort pour la connaissance, mais la croyance fausse par pur hasard ;
3. Modifier à nouveau l'exemple, en ajoutant un autre élément de hasard tel que la croyance est vraie, mais qui laisse l'élément de justification inchangé ;

Cela générera un exemple de croyance suffisamment justifiée (sur une certaine analyse des connaissances) pour être une connaissance, qui est vraie et qui n'est intuitivement pas un exemple de connaissance. En d’autres termes, des cas Gettier peuvent être générés pour toute analyse de connaissances impliquant un critère de justification et un critère de vérité, qui sont fortement corrélés mais possèdent un certain degré d’indépendance.

## Réponses au problème de Gettier
Le problème de Gettier est formellement un problème de logique du premier ordre, mais l'introduction par Gettier de termes tels que croire et savoir déplace la discussion dans le domaine de l'épistémologie. Ici, les arguments valables (vrais) attribués à Smith doivent alors également être valides (croyants) et convaincants (justifiés) s'ils doivent être pris en compte dans le débat réel sur la vraie croyance justifiée.
Les réponses aux problèmes de Gettier se répartissent en trois catégories :
- Affirmations du récit CVJ : Cette réponse confirme le récit de connaissance du CVJ, mais rejette les cas Gettier. Généralement, le partisan de cette réponse rejette les cas Gettier parce que, disent-ils, les cas Gettier impliquent des niveaux de justification insuffisants. La connaissance nécessite en fait des niveaux de justification plus élevés que ceux des cas Gettier ;
- Réponses à la quatrième condition : Cette réponse accepte le problème soulevé par les cas Gettier et affirme que CVJ est nécessaire (mais pas suffisant ) à la connaissance. Une description correcte des connaissances, selon ce type de point de vue, contiendra une quatrième condition (CVJ + ?). Avec la quatrième condition en place, les contre-exemples de Gettier (et d’autres contre-exemples similaires) ne fonctionneront pas, et nous disposerons d’un ensemble adéquat de critères à la fois nécessaires et suffisants pour la connaissance ;
- Réponse de remplacement par justification : Cette réponse accepte également le problème soulevé par les cas Gettier. Cependant, au lieu d’invoquer une quatrième condition, il cherche à remplacer la justification elle-même par une autre troisième condition (?TB) (ou à la supprimer entièrement) qui rendra les contre-exemples obsolètes.

Une réponse est donc que dans aucun des cas ci-dessus la croyance n’a été justifiée parce qu’il est impossible de justifier quoi que ce soit qui n’est pas vrai. À l’inverse, le fait qu’une proposition s’avère fausse est la preuve qu’elle n’était pas suffisamment justifiée au départ. Sous cette interprétation, la définition CVJ de la connaissance survit. Cela déplace le problème vers une définition de la justification plutôt que vers la connaissance. Un autre point de vue est que la justification et la non-justification ne sont pas en opposition binaire . La justification est plutôt une question de degré, une idée étant plus ou moins justifiée. Cette vision de la justification est soutenue par des philosophes tels que Paul Boghossian  et Stephen Hicks   . Dans le bon sens, une idée peut non seulement être plus ou moins justifiée mais elle peut aussi être partiellement justifiée (le patron de Smith lui a dit X) et partiellement injustifiée (le patron de Smith est un menteur). Les cas de Gettier impliquent des propositions qui étaient vraies, crues, mais qui avaient une faible justification. Dans le cas 1, la prémisse selon laquelle le témoignage du patron de Smith constitue une « preuve solide » est rejetée. L'affaire elle-même dépend du fait que le patron a tort ou est trompeur (Jones n'a pas obtenu le poste) et donc peu fiable. Dans le cas 2, Smith a encore une fois accepté une idée discutable (Jones possède une Ford) avec une justification non précisée. Sans justification, les deux cas ne remettent pas en cause le récit de la connaissance du CVJ.
D'autres épistémologues acceptent la conclusion de Gettier. Leurs réponses au problème de Gettier consistent donc à tenter de trouver des analyses alternatives des connaissances. Ils ont eu du mal à découvrir et à s'entendre sur une seule notion de vérité, de croyance ou de justification qui soit entièrement et évidemment acceptée. La vérité, la croyance et la justification n'ont pas encore été définies de manière satisfaisante.[réf. nécessaire]</link> pour que CVJ (croyance vraie justifiée) puisse être défini de manière satisfaisante est toujours problématique, à cause ou non des exemples de Gettier. Gettier, professeur pendant de nombreuses années à l'Université du Massachusetts à Amherst, s'est ensuite également intéressé à la logique épistémique de Hintikka, un philosophe finlandais de l'Université de Boston, qui a publié Knowledge and Belief en 1962.